# Alexandre Welter
Alexandre Welter (São Paulo, 30 juni 1953) is een Braziliaans zeiler.
Welter nam deel aan de Olympische Zomerspelen 1980 in Moskou. De zeilwedstrijden vonden plaats in de Baai van Tallinn. Samen met zijn landgenoot Lars Sigurd Björkström won Welter de gouden medaille in de Tornado.

## Belangrijkste resultaten

### Olympische Zomerspelen
| Jaar | Plaats | Resultaten |
| ---- | ------ | ---------- |
| 1980 | Moskou | Tornado    |